# Joachim van Bulgerin
Joachim van Bulgerin var en svensk arkitekt och officer av pommersk härkomst.
van Bulgerin ledde 1545–1556 byggnadsarbetena vid Vadstena slott. Han skickades därefter till Finland som knekthövitsman och hans vidare öden är okända. Enligt uppgift var han verksam i Finland som fästningskonstruktör.